# Nikolaus Koutakis
Nikolaus Koutakis, f. 1968, Psykologiforskare Filosofie doktor i utvecklingspsykologi vid Örebro universitet. Avhandling; Prevention; Intervention; Evaluering; Longitudinell; Alkohol; Ungdomsbrottslighet; Intention to Treat; Föräldrars attityder; Preventionsprogrammet EFFEKT (aka ÖPP) 
avhandling